# Ansgar Reiß
Ansgar Reiß (* 1965 in Mussenhausen) ist ein deutscher Historiker. Er ist Direktor des Bayerischen Armeemuseums in Ingolstadt.

## Leben
Reiß wurde 1965 als Sohn eines Gymnasiallehrers in Mussenhausen geboren. Er wuchs im benachbarten Mindelheim in Bayerisch Schwaben auf und besuchte das Maristenkolleg ebendort. Reiß studierte von 1986 bis 1989 Geschichte und Klassische Archäologie an der Universität Regensburg und 1989/90 an der Eberhard Karls Universität Tübingen. 1990/91 erwarb er in Regensburg einen Magister Artium. 1998 wurde er bei Günther Lottes an der Justus-Liebig-Universität Gießen mit der geschichtswissenschaftlichen Dissertation Radikalismus und Exil. Gustav Struve und die Demokratie in Deutschland und Amerika zum Dr. phil. promoviert.
Von 1998 bis 2003 war Reiß Lehrbeauftragter für Neueste Geschichte an der Universität Regensburg und 2003/04 Wissenschaftlicher Mitarbeiter (bei Michael Wolffsohn) am Historischen Institut der Universität der Bundeswehr München in Neubiberg. Außerdem war er Volontär und später Wissenschaftlicher Mitarbeiter bei den Museen der Stadt Regensburg; er konzipierte und organisierte von 2001 bis 2003 die Ausstellung „1803. Wende in Europas Mitte“ am Historischen Museum Regensburg. 2005/06 war er Ausstellungskurator (29. Ausstellung des Europarates: „Heiliges Römisches Reich Deutscher Nation 962–1806. Altes Reich und neue Staaten 1495–1806“), 2006/07 Wissenschaftlicher Mitarbeiter für die Dauerausstellung und 2008/09 erneut Ausstellungskurator („Calvinismus. Die Reformierten in Deutschland und Europa“) am Deutschen Historischen Museum im Zeughaus Berlin.
2008 übernahm er einen Lehrauftrag an der Sprach- und literaturwissenschaftlichen Fakultät der Humboldt-Universität zu Berlin, 2010 zusätzlich einen für Neuere und Neueste Geschichte an der Philosophisch-Historischen Fakultät der Universität Augsburg. Seit 2010 ist er Direktor des Bayerischen Armeemuseums in Ingolstadt. Überdies gehört er dem Beirat des Stadtmuseums Ingolstadt an.
Reiß ist seit 2001 verheiratet.

## Schriften (Auswahl)
- Radikalismus und Exil. Gustav Struve und die Demokratie in Deutschland und Amerika (= Transatlantische historische Studien, Band 15). Steiner, Stuttgart 2004, ISBN 3-515-08371-5.
- Hrsg. mit Hans Ottomeyer und Jutta Götzmann: Heiliges Römisches Reich deutscher Nation 962 bis 1806. Altes Reich und neue Staaten 1495 bis 1806. 29. Ausstellung des Europarates in Berlin und Magdeburg. [Im Deutschen Historischen Museum, Berlin, 28. August bis 10. Dezember 2006]. Band 1: Katalog. Sandstein Verlag, Dresden 2006.
- Hrsg. mit Sabine Witt: Calvinismus. Die Reformierten in Deutschland und Europa. Eine Ausstellung des Deutschen Historischen Museums Berlin und der Johannes-a-Lasco-Bibliothek Emden. Sandstein, Dresden 2009, ISBN 978-3-940319-65-4.
- Hrsg. mit Martin Bayer: Landscapes & memory. Thirty photographs by Jo Röttger. Afghanistan 2010. Peperoni Books, Berlin 2013, ISBN 978-3-941825-48-2.
- Hrsg.: Apokalyptik als Widerstand. Die Sammlung Tom Biber im Bayerischen Armeemuseum. Kettler, Bönen 2013, ISBN 978-3-86206-295-9.
- Hrsg. mit Dirk Götschmann: Wissenschaft und Technik im Dienst von Mars und Bellona. Artillerie und Festungsbau im frühneuzeitlichen Europa (= Veröffentlichungen des Bayerischen Armeemuseums, Band 11). Schnell + Steiner, Regensburg 2013, ISBN 978-3-7954-2810-5.